# Ewa Barańska
Ewa Barańska, właściwie Stanisława Barańska (ur. 13 listopada 1947 w Krzyżkowicach, zm. 26 czerwca 2017) – polska pisarka, scenarzystka, autorka książek dla młodzieży, powieści obyczajowych, sensacyjnych i fantastycznych, członkini Związku Literatów Polskich.

## Życiorys
Ukończyła Szkołę podstawową w Dzierżoniowie oraz Technikum Chemiczne w Sławięcicach, a w 1976 roku została absolwentką wydziału Inżynierii Środowiska Politechniki Rzeszowskiej im. Ignacego Łukasiewicza.
W Rzeszowie zamieszkała w 1968 i tu pracowała jako chemik w Laboratorium Badania Wody i Ścieków oraz jako urzędnik państwowy w Urzędzie Wojewódzkim. W 1989 założyła Stowarzyszenia Pomocy Dializowanym, w którym była aktywna do końca życia, pełniąc funkcję zastępcy przewodniczącego. Działała też w rzeszowskim oddziale PTTK jako regionalny przewodnik turystyczny, stąd Bieszczady i Podkarpacie bywają tłem jej twórczości.
Zainteresowania literackie zaczęła realizować w połowie lat 80. XX wieku, sporadycznie publikując opowiadania na łamach lokalnych czasopism oraz słuchowiska w Teatrze Polskiego Radia. W latach 90. opublikowała dwa tomy trylogii dla dzieci Kosmiczna heca (trzeci tom pozostał w rękopisie wskutek problemów wydawcy).
Właściwy debiut Ewy Barańskiej to wyróżniona w konkursie literackim wydawnictwa Telbit powieść obyczajowa dla młodzieży Kamila (2006). Odtąd stała współpraca z tym wydawnictwem owocowała corocznie wydaniem jednej lub dwóch nowych powieści.
W 2009 roku napisała scenariusz filmu Pierwiastek zero, będący adaptacją jej własnej powieści pod tym samym tytułem. Scenariusz ten został zakupiony i jest w stadium przygotowań do realizacji.
11 grudnia 2014 r. przyjęta w poczet członków Związku Literatów Polskich /Oddział Rzeszowski.

## Twórczość
- Miłość Pauli A. – powieść dla młodzieży, (Wyd. KLIN, Warszawa 2016)[5]
- Przypadki blondynki, czyli... – powieść, komedia sensacyjna, (Wydawnictwo KLIN, Warszawa 2016)[6]
- Szczęście urojone – powieść kryminalno-obyczajowa, (Wydawnictwo KLIN, Warszawa 2015)[7]
- Powrót Julii – kontynuacja bestsellera "Nie odchodź, Julio", (Oficyna Wydawnicza ZIMOWIT, Rzeszów 2014)[8]
- Zapomnieć Różę – powieść obyczajowa (Wyd. Poligraf, Wrocław 2013)[9]
- Gioconda z wachlarzem – powieść sensacyjno-obyczajowa z tłem historycznym (Wyd. Telbit, Warszawa 2012)[10]
- Nie odchodź, Julio – powieść dla młodzieży, (Wyd. Telbit, Warszawa 2011)[11]
- Ostatni wielki Kahun – powieść kryminalno-romantyczna z elementami hawajskiej magii (Wyd. Telbit, Warszawa 2010)[12]
- Pierwiastek Zero – scenariusz filmowy, (2009)[13]
- Pierwiastek Zero – powieść, thriller z elementami naukowej fikcji (Wyd. Telbit, Warszawa 2009)[14]
- Lukrecja Borgia to ja – powieść dla młodzieży, (Wyd. Telbit, Warszawa 2009)[15]
- Żegnaj Jaśmino – powieść dla młodzieży, (Wyd. Telbit, Warszawa 2008)[16]
- Z kim płaczą gwiazdy – powieść dla młodzieży,(Wyd. Telbit, Warszawa 2008)[17]
- Ja, Blanka – powieść dla młodzieży, (Wyd. Telbit, Warszawa 2007)[18]
- Karla M. – powieść dla młodzieży, (Wyd. Telbit, Warszawa 2007)[19]
- Kamila – powieść dla młodzieży, (Wyd. Telbit, Warszawa 2006)[20]
- Swawolny motylek – bajka dla dzieci (Wyd. Złoty Rożek, Rzeszów 1998)[21]
- Kosmiczna heca, czyli na Wiridii – tom II przygodowej trylogii s-f dla dzieci (Małopolska Oficyna Wydawnicza Korona, Kraków 1998)[22]
- Kosmiczna heca, czyli wakacje z Zielonym – tom I przygodowej trylogii s-f dla dzieci (Małopolska Oficyna Wydawnicza Korona, Kraków 1996)[23](wcześniej drukowany odcinkami w Płomyczku)
- Kosmiczna baśń – sztuka teatralna [współautor Wiesław Kot] (1988)
- Filip i Helena – słuchowisko radiowe (Teatr Polskiego Radia, Program II, 1987)
- Ezechiel – słuchowisko radiowe (Teatr Polskiego Radia, Program II, 1987)
- Propozycje nie do odrzucenia – opowiadanie (druk w prasie 1987)
- Nocna przygoda – opowiadanie (druk w prasie 1986)

### Wydania dla osób niewidomych – alfabetem Braille'a oraz mówione w formacie Czytak
- Z kim płaczą gwiazdy – powieść dla młodzieży (Zakład Nagrań i Wydawnictw Związku Niewidomych, Warszawa 2008, katalog DZdN GBPiZS sygnatura 5526)[24]
- Kosmiczna heca, czyli Wakacje z Zielonym – tom I i tom II przygodowej trylogii s-f dla starszych dzieci (Zakład Nagrań i Wydawnictw Związku Niewidomych, Warszawa 1999, katalog DZdN GBPiZS sygnatura 5042)[24]
- Nie odchodź Julio – powieść dla młodzieży w formacie Czytak (katalog DZdN GBPiZS sygnatura 20578)[24]
- Pierwiastek Zero – powieść, thriller s-f w formacie Czytak (katalog DZdN GBPiZS sygnatura 20490)[24]

### Wydane w Internecie, ogólnodostępne
- Tajemnica starego zegara – tom I, powieść s-f dla młodzieży (Podkarpacka Biblioteka Cyfrowa, Rzeszów 2011)[25]
- Tajemnica starego zegara – tom II, powieść s-f dla młodzieży (Podkarpacka Biblioteka Cyfrowa, Rzeszów 2011)[25]
- Kosmiczna heca, czyli Wakacje z Zielonym – tom I przygodowej trylogii s-f dla starszych dzieci (Podkarpacka Biblioteka Cyfrowa, Rzeszów 2011)[25]
- Kosmiczna heca, czyli na Wiridii – tom II przygodowej trylogii s-f dla starszych dzieci (Podkarpacka Biblioteka Cyfrowa, Rzeszów 2011)[25]
- Kosmiczna heca, czyli ziemskie wakacje kosmitów – tom III przygodowej trylogii s-f dla starszych dzieci (Podkarpacka Biblioteka Cyfrowa, Rzeszów 2011)[25]

## Nagrody
- Nagroda Zarządu Województwa Podkarpackiego[26] za szczególne osiągnięcia w dziedzinie twórczości artystycznej, upowszechniania i ochrony kultury, za dwie powieści: Żegnaj Jaśmino oraz Z kim płaczą gwiazdy wydane w 2008 roku.
- Nominacja do Nagrody Literackiej Europy Środkowej "Angelus"[27] dla powieści Z kim płaczą gwiazdy (2008)
- Złote Pióro[28] za 2007 r., nagroda Związku Literatów Polskich /Oddział Rzeszowski za książkę dla młodzieży Karla M.
- Nagroda Miasta Rzeszowa[29] za 2006 rok w dziedzinie literatury za całokształt twórczości.